# Kronobergs läns sanatorium
Kronobergs läns sanatorium, även Växjö sanatorium Lugnet, började byggas 1912 och stod klar 1914. Arkitekt var Rudolf Lange och antalet vårdplatser från början 80.
Under 1930-talet utökades verksamheten vid sanatoriet men i och med botemedlet mot TBC började verksamheten avvecklas för att slutligen läggas ner 1962. På 1980-talet genomfördes stora renoveringar av byggnaden och på 1990-talet flyttade Växjö Waldorfskola in i det tidigare sanatoriet. 2003 genomfördes en ny ombyggnation när skolan flyttade ut och det gamla sanatoriet blev en lägenhetsbyggnad.